# هیوگو بوگیو
هیوگو بوگیو (به ژاپنی: 兵庫奉行 Hyōgo bugyō)، مقام‌های شوگون‌سالاری توکوگاوا در دوره ادو ژاپن بودند. انتصاب در این دفتر برجسته معمولاً از دایمیوهای فودای بود. تفاسیر متعارف این عناوین ژاپنی را به عنوان «کمیسیون»، «نظارت» یا «فرماندار» تعبیر کرده‌اند.

## تاریخ
بندر کوبه (شهر) در ابتدا با نام لنگرگاه Ōwada (大輪田泊 Ōwada-no-tomari) شناخته می‌شد،
همان‌طور که در نیهون شوکی و سوابق دیگر شرح تأسیس مقدس ایکوتا توسط امپراتریس جینگو در سال ۲۰۱ پس از میلاد شرح داده شده است.
در بیشتر تاریخ خود، این منطقه ساحلی یک نهاد سیاسی واحد نبود. در طول دوره دوره ادو بخش‌های شرقی کوبه (شهر) امروزی در اختیار قلمرو آمه‌گاساکی قرار گرفت و بخش‌های غربی در داخل قلمرو آکاشی قرار گرفت و مرکز مستقیماً توسط شوگون‌سالاری توکوگاوا کنترل می‌شد.